# 大連地下鉄3号線
大連地下鉄3号線（だいれんちかてつ3ごうせん）は中華人民共和国遼寧省大連市を走行する大連地下鉄の鉄道路線である。ラインカラーは■桃色。

## 概要
大連地下鉄3号線は、大連駅から、大連経済技術開発区を経由し、リゾート地である金石灘駅までを結ぶ路線である。九里支線は開発区駅から分岐して九里駅までを結ぶ。所要時間は大連駅 - 金石灘駅約52分、大連駅、金石灘駅 - 開発区駅約24分、開発区駅 - 九里駅約21分である。この路線は、開発区への通勤にも利用され、ラッシュ時はかなり混雑する。休日には金石灘への観光客が多く利用する。一日平均乗客は約5万人で、旅行シーズンになると8万人に達する。明珠ICカードが使用可能（10 %引き）。

## 路線データ
- 路線距離（営業キロ）
  - 本線：49.1 km
  - 九里支線：14.3 km
    - 計：63.4 km
- 軌間：1,435 mm（標準軌）
- 駅数
  - 本線：13駅
  - 支線：6駅
    - 計：19駅（未開通駅除く）
- 走行方向：右側通行

## 歴史
- 2002年11月8日：第1期区間、香炉礁駅 - 金石灘駅49.1 kmの試運転開始。
- 2003年5月1日：香炉礁駅 - 金石灘駅開通。
- 2004年9月29日：第2期区間、香炉礁駅 - 大連駅開通。
- 2006年12月18日：小窯湾駅開業。
- 2008年7月7日：開発区駅 - 九里駅までの分岐線14.3 kmが試運転開始。
- 2008年12月28日：開発区駅 - 九里駅開通。

## 運行形態
- ワンマン運転。
- 始発大連站⇔金石灘6:00、開発区⇔普蘭店振興街6:00、終電大連站⇔保税区21:30、大連⇔金石灘19:30、開発区⇔九里20:15、開発区→普蘭店振興街19:32、普蘭店振興街→開発区19:30。
- 運転間隔は、大連站駅発を基準に取ると、朝晩のラッシュ時は5分間隔、通常は10分間隔、早朝や最終時間付近の場合20分間隔になることもある。
- 現在、13号線の開通に伴い、九里支線が13号線に直通しているが、同じ3号線からは大連火車站⇔九里間は直通運転を行わなくなっている。
- 上記のように利用する駅によっては非常に終電の早い路線となるため、注意が必要となる。

## 使用車両

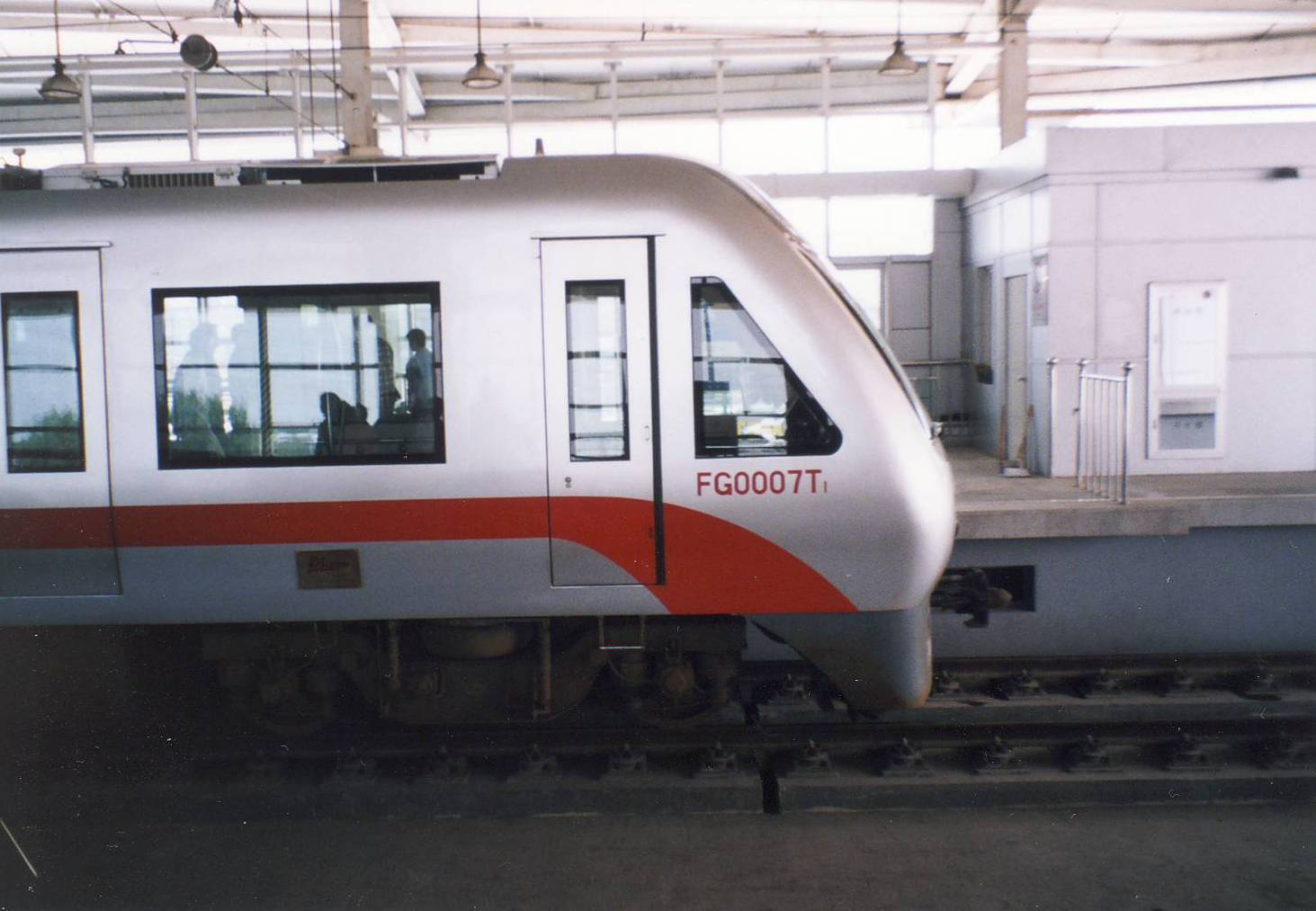
DLoco FG型

- 大連公交客運集団有限公司DLoco FG型電車|DLoco FG型電車
  - 3扉セミクロスシート（プラグドア式）
  - 大連機車車輛有限公司 (DLoco) 製4両1ユニット (Tc+M+M+Tc)
  - 車体長19.0 m、車体最大幅2.8 m、心皿間距離12.6 m[2]。
  - 機器類は東芝製でVVVFインバータ制御式。
  - 最高速度は100 km/h、平均速度60 km/h。20編成在籍。

## 駅一覧
- 未開業の駅名は仮称である。
- ■の駅は■13号線も開通予定がされている。

| 駅名                           | 駅名           | 駅名                     | 駅間 キロ (km) | 累計 キロ (km) | 接続路線・備考                                                                          | 所在地        | 所在地   |
| 日本語                         | 簡体字中国語   | 英語                     | 駅間 キロ (km) | 累計 キロ (km) | 接続路線・備考                                                                          | 所在地        | 所在地   |
| ------------------------------ | -------------- | ------------------------ | -------------- | -------------- | --------------------------------------------------------------------------------------- | ------------- | -------- |
| 本線                           |                |                          |                |                |                                                                                         |               |          |
| 大連站駅                       | 大连站         | Dalian Railway Station   | 0.0            |                | 中国国鉄：瀋大線・哈大線 大連市電201系統 ■2号線（友好広場駅） （改札外乗り換え） ■5号線 | 遼寧省 大連市 | 西崗区   |
| 香炉礁駅                       | 香炉礁站       | Xianglujiao              |                |                |                                                                                         | 遼寧省 大連市 | 西崗区   |
| 梭魚湾駅                       | 梭鱼湾站       | Suoyuwan                 |                |                | 未開業                                                                                  | 遼寧省 大連市 | 甘井子区 |
| 金家街駅                       | 金家街站       | Jinjia Street            |                |                | ■4号線                                                                                  | 遼寧省 大連市 | 甘井子区 |
| 泉水駅                         | 泉水站         | Quanshui                 |                |                |                                                                                         | 遼寧省 大連市 | 甘井子区 |
| 後塩駅                         | 后盐站         | Houyan                   |                |                | ■5号線                                                                                  | 遼寧省 大連市 | 甘井子区 |
| 大連湾駅                       | 大连湾站       | Dalianwan                |                |                |                                                                                         | 遼寧省 大連市 | 甘井子区 |
| 地鉄海湾基地駅                 | 地铁海湾基地站 | Metro Haiwan Train Depot |                |                | 上り線のみホーム有 関係者専用駅                                                         | 遼寧省 大連市 | 金州区   |
| 金馬路駅                       | 金马路站       | Jinma Road               |                |                |                                                                                         | 遼寧省 大連市 | 金州区   |
| 開発区駅                       | 开发区站       | Dalian Development Area  |                |                | ■3号線九里支線                                                                          | 遼寧省 大連市 | 金州区   |
| 保税区駅                       | 保税区站       | Free Trade Zone          |                |                |                                                                                         | 遼寧省 大連市 | 金州区   |
| 高城山駅                       | 高城山站       | Gaochengshan             |                |                | 未開業                                                                                  | 遼寧省 大連市 | 金州区   |
| 双D港駅                        | 双D港站        | DD Port                  |                |                |                                                                                         | 遼寧省 大連市 | 金州区   |
| 小窯湾駅                       | 小窑湾站       | Xiaoyaowan               |                |                |                                                                                         | 遼寧省 大連市 | 金州区   |
| 黄海大道駅                     | 黄海大道站     | Huanghai Boulevard       |                |                | 未開業                                                                                  | 遼寧省 大連市 | 金州区   |
| 金石灘駅                       | 金石滩站       | Golden Pebble Beach      | 49.1           |                |                                                                                         | 遼寧省 大連市 | 金州区   |
| 九里支線                       |                |                          |                |                |                                                                                         |               |          |
| 開発区駅                       | 开发区站       | Dalian Development Area  | 0.0            |                | ■3号線本線                                                                              | 遼寧省 大連市 | 金州区   |
| 通世泰駅                       | 通世泰站       | Tostem                   |                |                |                                                                                         | 遼寧省 大連市 | 金州区   |
| 鴻瑋瀾山駅                     | 鸿玮澜山站     | Phoenix Peak             |                |                |                                                                                         | 遼寧省 大連市 | 金州区   |
| 東山路駅                       | 东山路站       | Dongshan Road            |                |                |                                                                                         | 遼寧省 大連市 | 金州区   |
| 和平路駅                       | 和平路站       | Heping Road              |                |                |                                                                                         | 遼寧省 大連市 | 金州区   |
| 十九局駅                       | 十九局站       | CR 19th Bureau           |                |                | ■13号線(大連北站方面)                                                                   | 遼寧省 大連市 | 金州区   |
| 九里駅                         | 九里站         | Jiuli                    | 14.3           |                | ■13号線(普蘭店振興街方面)                                                               | 遼寧省 大連市 | 金州区   |
| ↓■13号線普蘭店振興街方面へ直通 |                |                          |                |                |                                                                                         |               |          |

## 計画・構想等
九里支線の終点九里駅より北上して普湾新区の振興路駅への延伸が予定されている。2010年8月10日に工事が始まった。全長41.9 km（うち高架線路21.8 km，地面線路19.2 km，トンネル0.9 km）、途中に10の駅、最高速度55 km/hで予定されている。
また本線小窯湾駅より北上して登沙河方面への延伸構想がある。